# Bill Nighy
Pour les articles homonymes, voir Nighy.
William Nighy, dit Bill Nighy (nom prononcé en anglais : /bɪl naɪ/), est un acteur britannique, né le 12 décembre 1949 à Caterham (Surrey).
Il fait des apparitions dans plusieurs comédies britannique à succès comme Love Actually (2003), Good Morning England (2009) et Il était temps (2013) de Richard Curtis, la trilogie Blood and Ice Cream (2004-2013) d'Edgar Wright, ou encore H2G2 : Le Guide du voyageur galactique (2005) de Garth Jennings.
Il tourne en parallèle dans plusieurs films à gros budgets, son rôle le plus marquant étant celui de Davy Jones dans la série de films Pirates des Caraïbes, qu'il occupe dans Le Secret du coffre maudit (2006) et Jusqu'au bout du monde (2007). Il incarne également le chef des vampires Viktor dans la franchise Underworld (2003-2017), ou encore le ministre de la magie Rufus Scrimgeour dans Harry Potter et les Reliques de la Mort (2010).
À la télévision, il incarne le Dr Black dans Doctor Who (2010) ou encore l'agent du MI5 Johnny Worricker dans les téléfilms Page Eight (2011), Turks & Caicos (2014) et Salting the Battlefield (2014).
Donnant de sa voix pour incarner des personnages, il est notamment la voix du Hobbit Samsagace Gamegie dans l'adaptation radiophonique de 1981 de la trilogie de livres Le Seigneur des anneaux (1954-1955), de Rattlesnake Jake dans le film d'animation Rango (2011), du Guide dans la série de jeux Destiny (2014-), du Haut-Roi Émeric dans le jeu The Elder Scrolls Online (2014), ou encore celle d'Odin dans la fiction audio The Sandman : Acte II (2021).
En 2022, il reçoit d'excellents retours pour le rôle principal de M. Williams dans le film Living d'Oliver Hermanus.

## Biographie

### Jeunesse
Né d'un père garagiste et d'une mère infirmière, Bill Nighy suit des études à la John Fisher School de Purley, avec l'intention de devenir journaliste. Mais il n'obtient pas les diplômes nécessaires et s'installe en France pour écrire. Il retourne finalement en Angleterre et, sur les conseils d'une petite amie, suit des cours d'acteur à la Guildford School of Acting. Il y trouve sa vocation d'acteur.

### Carrière
Bill Nighy commence sa carrière de comédien au théâtre. Il a presque trente ans quand il intègre une troupe itinérante. Se frottant au répertoire classique, il joue dans des pièces de Shakespeare, Tom Stoppard, Harold Pinter ou David Hare. Il fait la connaissance de Judi Dench, avec laquelle il joue dans La Mouette de Tchekhov.
En 1981, il décroche le rôle du hobbit Sam dans l'adaptation radiophonique du Seigneur des Anneaux sur la BBC. Il participe à quelques épisodes de la version radio de la série Yes Minister, diffusée sur la BBC entre 1980 et 1984. Par la suite, il joue dans de nombreuses séries dramatiques à la radio et à la télévision, notamment la série de la BBC The Men's Room (1991)[réf. nécessaire].
Sa carrière cinématographique démarre dans les années 1990, mais elle ne prend vraiment une dimension internationale qu'au début de la décennie suivante. En 2003, Il obtient le rôle de Viktor, le chef des vampires de la saga Underworld, et signe une interprétation remarquée d'un rockeur déjanté sur le retour dans Love Actually de Richard Curtis. En février 2004, il obtient un BAFTA Film Award du meilleur acteur dans un second rôle pour ce rôle, suivi en avril d'un British Academy Television Awards du meilleur acteur pour la mini-série Jeux de pouvoir.
Début 2004, les tabloïdes britanniques rapportent qu'il s'est vu offrir le premier rôle de Doctor Who, dans la reprise de 2005 de la série à succès de la BBC, et qu'il l'a refusé. Mais lorsque Christopher Eccleston accepte ce rôle, les producteurs affirment que ce dernier avait été leur premier choix. La même année, il tourne également dans le film Shaun of the Dead aux côtés de Simon Pegg et Nick Frost.
En 2005, il joue le rôle de Slartibartfast dans H2G2 : Le Guide du voyageur galactique, adaptation du roman de Douglas Adams, et dans la comédie-dramatique de la BBC One, Rencontre au sommet. En février 2006, il tourne dans le drame Gideon's Daughter de Stephen Poliakoff, endossant le rôle principal de Gideon, un organisateur événementiel à succès qui commence à perdre pied avec la réalité.
En 2006 et 2007, Bill Nighy accroît un peu plus sa renommée grâce à son rôle du méchant Davy Jones dans les épisodes 2 et 3 de Pirates des Caraïbes. Il retrouve Richard Curtis en 2009 pour la comédie Good Morning England, dans laquelle il interprète le patron d'une radio pirate qui émet depuis un bateau au large de la côte anglaise. Le rôle lui vaut d'être définitivement consacré.
En 2010, il incarne Rufus Scrimgeour, le ministre de la Magie, dans Harry Potter et les Reliques de la Mort, 7e film de la saga, puis reprend, dans Petits meurtres à l'anglaise, le personnage tenu par Jean Rochefort dans Cible émouvante de Pierre Salvadori, aux côtés de Rupert Grint, l'acteur jouant Ron Weasley dans la saga du sorcier à lunettes.
En 2012, il retrouve Judi Dench pour le film Indian Palace, puis, l'année suivante, tourne à nouveau avec Richard Curtis, dans la comédie Il était temps. Sa prestation lui vaut d'être consacré Meilleur acteur dans un second rôle par l'Utah Film Critics Association.
En 2014, il est choisi pour participer à deux grosses productions vidéoludique : Il est ainsi le Guide dans le jeu de science fantasy Destiny du studio Bungie Studios et également le haut-roi Émeric dans le JDRMM The Elder Scrolls Online du studio ZeniMax Online Studios.
En 2022, il reçoit de nombreuses acclamations pour son rôle de M. Williams dans le film Living de Oliver Hermanus,. Ce rôle de fonctionnaire qui décide de profiter de la vie après avoir appris qu'il était atteint d'une maladie grave, lui vaut plusieurs nominations dont celle dans la catégorie Meilleur acteur à la 95e cérémonie des Oscars,.

### Vie privée
Pendant vingt-sept ans, il a partagé la vie de l'actrice Diana Quick. Ils se sont séparés en 2008. Ils ont une fille, Mary, elle aussi comédienne. Il a ensuite été le compagnon de Beth Morris, décédée en 2018.
Depuis 2008, il est un ambassadeur actif de l'association internationale Oxfam.

## Filmographie

### Cinéma

#### Films

##### Années 1970
- 1979 : The Bitch : ?

##### Années 1980
- 1980 : Le Petit Lord Fauntleroy (Little Lord Fauntleroy), de Jack Gold : l'officier
- 1981 : L'Arme à l'œil  (Eye of the Needle), de Richard Marquand : chef d'escouade Blenkinsop
- 1983 : L'Héritier de la Panthère rose (Curse of the Pink Panther), de Blake Edwards : le Docteur'
- 1984 : La Petite Fille au tambour (The Little Drummer Girl)
- 1985 : Hitler's S.S.: Portrait in Evil
- 1989 : Le Fantôme de l'opéra (The Phantom of the Opera), de Dwight H. Little : Martin Barton
- 1989 : L'Opéra de quat'sous (Mack the Knife)

##### Années 1990
- 1991 : Absolute Hell
- 1991 : Antonia et Jane (Antonia and Jane), de Beeban Kidron : Howard Nash
- 1992 : A Masculine Ending
- 1993 : Les Mille et une vies d'Hector (Being Human)
- 1993 : Don't Leave Me This Way
- 1993 : The Maitlands
- 1996 : La Rage de vivre (Indian Summer) : Tristan
- 1996 : True Blue
- 1997 : Le Mystère des fées : Une histoire vraie (FairyTale: A True Story), de Charles Sturridge : Edward Gardner
- 1998 : Still Crazy : De retour pour mettre le feu : Ray Simms, le chanteur
- 1999 : Hôtel Paradiso, une maison sérieuse (Guest House Paradiso), d'Adrian Edmondson : Mr Johnson

##### Années 2000
- 2000 : The Magic of Vincent
- 2000 : Longitude : Lord Sandwich
- 2001 : Coup de peigne (Blow Dry) de Paddy Breathnach : Ray Robertson
- 2001 : Lawless Heart : ?
- 2001 : Lucky Break de Peter Cattaneo : Roger « Rog » Chamberlain / le roi George III dans la comédie musicale
- 2002 : AKA de Duncan Roy : Oncle Louis Gryffoyn
- 2002 : The Inspector Lynley Mysteries: Well Schooled in Murder : ?
- 2003 : Ready When You Are Mr. McGill : ?
- 2003 : Rose et Cassandra de Tim Fywell : James Mortmain
- 2003 : The Lost Prince : ?
- 2003 : Love Actually, de Richard Curtis : Billy Mack
- 2003 : Underworld de Len Wiseman : Viktor
- 2003 : The Young Visiters : ?
- 2003 : Life Beyond the Box: Norman Stanley Fletcher : ?
- 2004 : Shaun of the Dead d'Edgar Wright : Philip
- 2004 : Délires d'amour (Enduring Love) de Roger Michell : Robin
- 2005 : Pollux : Le Manège enchanté : Dylan
- 2005 : H2G2 : Le Guide du voyageur galactique de Garth Jennings : Slartibartfast
- 2005 : The Constant Gardener de Fernando Meirelles : Sir Bernard Pellegrin
- 2005 : Gideon's Daughter : ?
- 2006 : Underworld 2 : Évolution (Underworld : Evolution) de Len Wiseman : Viktor
- 2006 : Pirates des Caraïbes : Le Secret du coffre maudit de Gore Verbinski : Davy Jones
- 2006 : Alex Rider : Stormbreaker de Geoffrey Sax : Alan Blunt
- 2007 : Hot Fuzz d'Edgar Wright : Chef Inspecteur Kenneth
- 2007 : Pirates des Caraïbes : Jusqu'au bout du monde de Gore Verbinski : Davy Jones
- 2007 : Chronique d'un scandale de Richard Eyre : Richard Hart
- 2008 : Walkyrie de Bryan Singer : Friedrich Olbricht
- 2009 : Underworld 3 : Le Soulèvement des Lycans (Underworld: Rise of the Lycans) de Patrick Tatopoulos : Viktor
- 2009 : Good Morning England de Richard Curtis : Quentin, le patron de Radio Rock
- 2009 : 1939 de Stephen Poliakoff : Alexander Keyes
- 2009 : Mission-G de Hoyt Yeatman : Leonard Saber

##### Années 2010
- 2010 : Harry Potter et les Reliques de la Mort, partie 1 (Harry Potter and the Deathly Hallows: Part 1) : Rufus Scrimgeour
- 2010 : Petits Meurtres à l'anglaise : Victor Maynard
- 2011 :  Chalet Girl de Phil Traill : Richard
- 2012 : Indian Palace (The Best Exotic Marigold Hotel) de John Madden : Douglas Ainslie
- 2012 : La Colère des Titans (Wrath of the Titans) de Jonathan Liebesman : Héphaïstos
- 2012 : Total Recall : Mémoires programmées (Total Recall) de Len Wiseman : Matthias
- 2013 : Jack le chasseur de géants (Jack the Giant Killer) de Bryan Singer : Général Fallon
- 2013 : Le Dernier Pub avant la fin du monde (The World's End) d'Edgar Wright : Le Réseau
- 2013 : Il était temps (About Time) de Richard Curtis : Le père de Tim
- 2014 : I, Frankenstein de Stuart Beattie : Naberius
- 2014 : Pride de Matthew Warchus : Cliff
- 2015 : Indian Palace : Suite royale (The Second Best Exotic Marigold Hotel) de John Madden : Douglas Ainslie
- 2016 : La British Compagnie (Dad's Army) d'Oliver Parker
- 2016 : Une belle rencontre (Their Finest) de Lone Scherfig : Ambrose Hilliard
- 2016 : Golem, le tueur de Londres (The Limehouse Golem) de Juan Carlos Medina : inspecteur John Kildare
- 2017 : The Bookshop d'Isabel Coixet : Edmund Brundish
- 2018 : Sometimes Always Never de Carl Hunter : Alan
- 2019 : Un hiver à New York (The Kindness of Strangers) de Lone Scherfig : Timofey
- 2019 : Pokémon : Détective Pikachu de Rob Letterman
- 2019 : Goodbye (Hope Gap) de William Nicholson : Edward

##### Années 2020
- 2020 : Minamata d'Andrew Levitas : Robert Hayes
- 2020 : Emma. d'Autumn de Wilde : M. Woodhouse
- 2022 : Vivre (Living) d'Oliver Hermanus : M. Williams
- 2023 : Role Play de Thomas Vincent : Bob Kellerman
- 2024 : La Malédiction : L'Origine (The First Omen) d'Arkasha Stevenson : cardinal Lawrence

#### Films d'animation
- 2006 : Souris City : Whitey (ou Blanco)
- 2008 : Kis Vuk (A Fox's Tale)
- 2009 : Astro Boy de David Bowers : Professeur Ochanomizu[9]
- 2011 : Rango : Jack la morsure (Rattlesnake Jake en V.O)
- 2011 : Mission : Noël : grand-père Noël
- 2016 : Norm : Socrates
- 2024 : Le Robot sauvage : Longneck (Long-Cou)

### Télévision

#### Téléfilms
- 1985 : Le Couteau sur la nuque (Thirteen at Dinner) de Lou Antonio : Ronald Marsh
- 2005 : Rencontre au sommet (The Girl in the Café) de David Yates : Lawrence
- 2011 : Page Eight de David Hare : Johnny Worricker
- 2014 : Turks & Caicos de David Hare : Johnny Worricker
- 2014 : Salting the Battlefield de David Hare : Johnny Worricker

#### Séries télévisées
- 1976 : Softly Softly : ?
- 1979 : Agony  : Vincent Fish
- 1980 : Fox : ?
- 1982 : Play for Today : Bill
- 1982 : Minder : ?
- 1982 : Play for Tomorrow : ?
- 1983 : Reilly: The Ace of Spies : ?
- 1985 : The Last Place on Earth : ?
- 1989 : Making News : ?
- 1991 : The Men's Room : ?
- 1991 : Boon (en) : ?
- 1991 : Bergerac : ?
- 1992 : Chillers : ?
- 1993 : Eye of the Storm : ?
- 1993 : Mystery ! : ?
- 1993 : Médecins de l'ordinaire (Peak Practice) : ?
- 1994 : Wycliffe  : ?
- 1997 : Kavanagh (Kavanagh Q.C.) : ?
- 1998 : Kiss Me Kate (en) : ?
- 2000 : The Canterbury Tales : ?
- 2002 : Auf Wiedersehen, Pet : ?
- 2003 : Jeux de pouvoir (mini-série) : Cameron Foster
- 2004 : He Knew He Was Right : ?
- 2010 : Doctor Who : Dr. Black (saison 5, épisode 10)
- 2018 : Témoin indésirable de Sandra Goldbacher (mini-série)  : Leo Argyll

- 2022:The Man Who Fell to Earth: Thomas Newton

#### Série d'animation
- 2020-2021 : Castlevania : Saint Germain

### Cilp musical
- 2022 : Free de Florence and the Machine

### Jeux vidéo
- 2013 : Disney Infinity : Davy Jones
- 2014 : Destiny : Le Guide
- 2014 : The Elder Scrolls Online : Le Haut-Roi Émeric
- 2015 : The Elder Scrolls Online: Tamriel Unlimited : Le Haut-Roi Émeric
- 2017 : Destiny 2 : Le Guide
- 2017 : Elder Scrolls Online: Morrowind : Le Haut-Roi Émeric

## Fiction audio
- 1981 : Le Seigneur des anneaux : Samsagace Gamegie (Diffusée par la BBC Radio 4)
- 2021 : The Sandman : Acte II : Odin (Diffusée par Audible)

## Distinctions

### Récompenses
- British Academy Film Awards 2004 : Meilleur acteur dans un second rôle pour Love Actually
- Satellite Awards 2006 : Meilleur acteur dans une mini-série ou un téléfilm pour Gideon's Daughter
- Golden Globes 2007 : Meilleur acteur dans une mini-série ou un téléfilm pour Gideon's Daughter
- Annie Award 2011 : Meilleur acteur de doublage pour le rôle du Père Noël dans Mission : Noël
- Utah Film Critics Association Awards 2013 : Meilleur acteur dans un second rôle pour Il était temps

### Nominations
- Golden Globes 2011 :  Meilleur acteur dans une mini-série ou un téléfilm pour Page Eight
- Golden Globes 2023 : Meilleur acteur dans un film dramatique pour Vivre
- Oscars 2023 : Meilleur acteur pour Vivre

## Voix francophones
En version française, Bill Nighy a d'abord été doublé par Bernard Tiphaine (*1938 - 2021) dans Still Crazy : De retour pour mettre le feu, Olivier Rodier dans Lucky Break et Bernard Alane dans Coup de peigne avant que Georges Claisse (*1941 - 2021) devienne sa voix régulière à partir du film Underworld. Le suivant dans la quasi-totalité de ses apparitions, il le retrouve notamment dans H2G2 : Le Guide du voyageur galactique, The Constant Gardener, les films Pirates des Caraïbes, Walkyrie, Good Morning England, Harry Potter et les Reliques de la Mort, première partie, Page Eight et ses suites, Total Recall : Mémoires programmées ou encore Témoin indésirable. En parallèle, il est doublé à trois reprises par Jean-Pol Brissart dans Indian Palace, Indian Palace : Suite royale et Pokémon : Détective Pikachu tout comme Hervé Bellon dans Jeux de Pouvoir, The Bookshop et Vivre. À titre exceptionnel, il est doublé par Dominique Collignon-Maurin dans Love Actually, Jacques Viala dans Shaun of the Dead, Didier Flamand dans Il était temps, Daniel Roy dans Pride et Daniel Nicodème dans Minamata.
À la suite du décès de Georges Claisse, Jean Barney, qui avait doublé l'acteur dans Golem, le tueur de Londres, le retrouve dans The Man Who Fell to Earth. En 2024, Bernard Alane retrouve lui aussi Nighy dans Role Play (en).
Au Québec, René Gagnon est la voix québécoise régulière de l'acteur. Il le double dans les films Underworld, Rose et Cassandra, The Constant Gardener, Total Recall : Mémoires programmées, Jack le chasseur de géants, et I, Frankenstein. Jacques Lavallée le double à trois reprises dans Stormbreaker : Les Aventures d'Alex Rider, The Kindness of Strangers et Pokémon : Détective Pikachu, Raymond Bouchard est sa voix dans les films Pirates des Caraïbes, Daniel Picard le double dans Le Guide galactique et À travers le temps tandis qu'il est doublé à titre exceptionnel par Pierre Auger dans La Colère des Titans et Jean-Marie Moncelet dans Emma.